# Voicst
Voicst is een Nederlandse indierockband uit Amsterdam. De bandnaam komt uit de Zuid-Afrikaanse straattaal en betekent "manische energie". De band omschrijft hun muziekstijl zelf als ADHD-rock.

## Biografie

### Ontstaansgeschiedenis
Tjeerd Bomhof, Joppe Molenaar en Sven Woodside ontmoetten elkaar op de middelbare school en richtten daar in 1994 een band op. Na enige jaren daarin gespeeld te hebben gaat het trio uit elkaar en gaan zij ieder huns weegs. In 2000 besloot het trio de draad weer op te pakken en de zaken dit keer serieus te gaan aanpakken. Na twee jaar intensief schrijven en optreden werd de band uitgenodigd voor Noorderslag en kreeg de band een Essent Award toegekend. Hetzelfde jaar bracht de band hun eerste officiële plaat uit, de ep Eat the Evidence, op het onafhankelijke Labelman.
In de herfst van 2003 verscheen de compilatie College Radio: Alternative Rock Songs van het Nationaal Popinstituut. Op deze cd konden een aantal veel belovende alternatieve-rockbands zich presenteren aan een groter publiek. De cd, die geproduceerd werd door Frans Hagenaars, de huisproducer van Excelsior Recordings, bleek een springplak voor bands als GEM, zZz en Moss, die allen emplooi vonden bij Excelsior. Voicst, die onder andere met het nummer Whatever You Want from Life op de compilatie stond, was niet geheel tevreden met het resultaat en besloot de opname van het debuutalbum in eigen hand te houden.

### 11-11
Eind 2003 werden de eerste plannen gesmeed voor het debuutalbum. Het plan was het debuutalbum op te nemen in Amsterdam, samen met Rutger Hoedemaekers, die beter bekend is onder zijn artiestennaam About. Hoedemaekers was een oude vriend van de band, die ook al meespeelde op de eerste opname van Whatever You Want from Life, op de College Rock-cd, onder de noemer electronics. Door een klaplong van Hoedemakers een paar weken van tevoren bleek dit echter niet op korte termijn haalbaar. Na een tweede positieve showcase op Noorderslag besloot de band in juni 2004 uit te wijken naar de Verenigde Staten, waar de band in New York onder leiding van Girls Against Boys bassist Eli Janney, die eerder verantwoordelijk was voor onder andere de productie van The Rapture, hun eerste plaat opnamen. About voegde op Whatever You Want from Life en We are on a chemical push extra elektronische effecten toe.
Voicst gaf de plaat de titel 11-11, uitgesproken Eleven to eleven mee, omdat dit de uren waren dat ze aan de plaat gewerkt hadden, van 11 uur 's ochtend tot 11 uur 's avonds. De band, die zich voor het album flink in de schulden had moeten steken, besloot de plaat op het eigen label Duurtlang Records uit te geven, waarbij de distributie verzorgd werd door PIAS. In oktober 2004 lag de plaat, met een zeer opvallende geel-zwarte cover, in de winkels. De plaat kreeg lovende kritieken, maar van een echte doorbraak leek het niet te komen. Dit veranderde toen in het voorjaar van 2005 werd besloten een cd-single en videoclip uit te brengen van het poppy Dazzled kids. Het nummer werd opgepikt door 3FM en Kink FM en behaalde een bescheiden hitnotering.
Langzamerhand verspreidde de debuutplaat zich ook over Europa, onder meer Spanje en België, ook speelde de band als voorprogramma op de Europese tournees van Juliette and the Licks, The Presidents of the United States of America, The Posies, The Bravery en Danko Jones. In de zomer speelde de band op diverse grote festivals als het Virus Festival in Eindhoven, Waterpop in Wateringen en Lowlands in Biddinghuizen. In het najaar werd het nummer Whatever You Want from Life gebruikt in een reclameboodschap voor Heineken bier, later zou ook Google Earth het nummer gebruiken en zou het deel uitmaken van de soundtrack van 2006 FIFA World Cup. Aan het eind van het jaar kreeg de band een 3voor12 Award voor het beste album uit 2005. Hierna werd 11-11, wederom in Amerika, opnieuw gemixt door Victor van Vugt en geremasterd door Fred Kevorkian om de plaat klaar te maken voor een Amerikaanse uitgave begin 2006.
Begin 2006 ondernam Voicst een tournee met zZz langs de Nederlandse zalen. Hierna volgden tournees door onder meer Engeland, Frankrijk, Spanje, Duitsland en Oostenrijk. Ook leverde de band een bijdrage aan het album Where the wild things are van C-mon & Kypski. In 2006 werd ook de internationale uitgave van 11-11 uitgebracht in Nederland, met aangepaste artwork en de bonustrack Acts of fire.

### A Tale of Two Devils
In de lente van 2007 vertrok Voicst wederom naar de Verenigde Staten om te werken aan de opvolger van 11-11. Ditmaal koos de band de plaat op te nemen met Peter Katis, bekend als producer van Interpol. Ditmaal ging ook Hoedemaekers mee, als co-producer en programmeur. Er werd opgenomen in New York, maar er werden ook opnames gemaakt in Nederland en Frankrijk. Divserse gastmuzikanten speelden mee tijdens de opnames, waaronder een blazerssectie. Ook werd er een nummer opgenomen met Pieter Perquin van Pete Philly & Perquisite, genaamd Second blow.
In januari 2008 verscheen de plaat, voorafgegaan aan de single Everyday I Work on the Road, die veel airplay kreeg. De plaat kreeg wederom goede kritieken en de band werd alom voor zijn groei geprezen. Dat jaar stond de band voor het eerst op Pinkpop en ook in het buitenland was de band te zien op grote festivals als Sziget in Boedapest.
Live liet het trio zich tijdens de promotietournee rond A Tale of Two Devils bijstaan door Hoedemaekers op sampler, Sophie Boerner en Loes Rusch op saxofoon en Colin Benders, beter bekend onder zijn artiestennaam Kyteman, op trompet. In juni kwam bassist Woodside in het nieuws, omdat hij, door een val uit een boom, drie ruggenwervels brak. Twee weken later brak gitarist/zanger Tjeerd Bomhof bij een fietsongeluk zijn elleboog. Beiden konden wel gewoon optreden, maar de gitaarpartijen van Bomhof werden vanaf juli gespeeld door ex-Riplet Elle Bandita. Deze samenwerking beviel zo goed, dat Bandita ook na het herstel van Bomhof bij de band bleef voor live shows. Op 28 juni 2008 verzorgde Voicst het voorprogramma van Kane in een uitverkochte Kuip.
Tjeerd Bomhof werkte dat jaar ook samen als liedjesschrijver met Roosbeef en Anouk. Tevens was hij als zangcoach betrokken bij het album A family like yours van Lucky Fonz III. Daarnaast nam Voicst een nummer op met rapper Dio.
Begin 2009 volgden er wisselingen in de band. Live muzikanten About, Elle Bandita en Kyteman verlieten de band, om zich geheel te kunnen richten op hun solocarrières. Ook saxofoniste Loes Rusch stopte. Hoedemaekers werd vervangen door Jaimie van Hek, die ook in de band S.C.A.R. speelt. Als vaste tweede gitarist werd Mathias Janmaat van de band Bombay Show Pig toegevoegd aan de formatie. Op 5 mei mocht Voicst, als Ambassadeur van de Vrijheid in een helikopter enkele bevrijdingsfestivals af. Zo was Voicst te zien op de bevrijdingsfestivals van Leeuwarden, Groningen, Zwolle en Assen. In de zomer van 2009 speelden ze weer een festivaltournee door Nederland, waarbij ze onder andere Werfpop aandeden. In augustus vertrok de band voor tournee naar Zuid-Afrika.
Dat jaar werd Voicst genomineerd voor twee Edisons, voor het beste album en beste lied voor Everyday I Work on the Road, en twee 3FM Awards, voor beste artiest rock en beste artiest alternative.
In januari 2011 brengt zanger Bomhof het soloalbum Fire Needs Air uit, onder de naam Dazzled Kid. Drummer Joppe speelt ondertussen in Bettie Serveert.

## Discografie

### Albums
| Album met eventuele hitnotering(en) in de Nederlandse Album Top 100 | Datum van verschijnen | Datum van binnenkomst | Hoogste positie | Aantal weken | Opmerkingen |
| ------------------------------------------------------------------- | --------------------- | --------------------- | --------------- | ------------ | ----------- |
| 11-11                                                               | 2004                  | 26-01-2008            | 99              | 1            |             |
| A Tale of Two Devils                                                | 2008                  | 19-01-2008            | 12              | 16           |             |

### Singles
| Single met eventuele hitnotering(en) in de Nederlandse Top 40 | Datum van verschijnen | Datum van binnenkomst | Hoogste positie | Aantal weken | Opmerkingen                |
| ------------------------------------------------------------- | --------------------- | --------------------- | --------------- | ------------ | -------------------------- |
| Everyday I Work on the Road                                   | 2008                  | 02-02-2008            | tip2            | -            |                            |
| A Year and a Bit                                              | 2009                  | 02-05-2009            | tip9            | -            | Alleen als Itunes download |